# Mr. Sandman
Mr. Sandman (conosciuta anche come Mister Sandman) è una canzone popolare statunitense scritta da Pat Ballard, pubblicata nel 1954 e registrata per la prima volta dal gruppo The Chordettes.

Il testo della canzone chiede a  "Mister Sandman" di "portarmi un sogno" ("bring me a dream") in associazione con la tradizionale figura folkloristica del sandman, portatore di buona notte e sogni d'oro.

Il pronome utilizzato per fare riferimento al sogno desiderato è spesso cambiato a seconda del sesso del cantante o del gruppo che esegue la canzone.

Qualche tempo dopo, Ballard rielaborò il testo della canzone in versione natalizia in "Mr. Santa", in riferimento a Santa claus.

## Versioni registrate
La versione delle The Chordettes fu pubblicata dalla Cadence Records, etichetta il cui fondatore Archie Bleyer è accreditato sulla copertina del disco come "alle ginocchia" ("knees played by") e direttore d'orchestra. 

Nel 1954 il singolo raggiunse la prima posizione nella classifica statunitense di Billboard per sette settimane e l'undicesima posizione nella classifica del Regno Unito.

Nel novembre 1954 i The Four Aces pubblicarono una versione che arrivò più in alto nelle classifiche del Regno Unito, raggiungendo il nono posto e nello stesso anno una versione di Max Bygraves arrivò al sedicesimo posto.

Nella classifica della rivista Cash Box negli Stati Uniti, dove tutte le versioni sono state combinate, la canzone raggiunse anche la prima posizione.
Ci sono numerose versioni della canzone, come quelle di Chet Atkins, Marvin Gaye, The Supremes, Fred Buscaglione, The Puppini Sisters e Blind Guardian, incluse in colonne sonore di serie TV e film come I Simpson, Ritorno al futuro, Mr. Nobody,  Deadpool, Dirk Gently, Streghe e molti film di Halloween.
La versione "Mr. Santa" è stata registrata tra gli altri da Lenny Dee, Amy Grant e Suzy Bogguss.
Nel 2009 il duo Pomplamoose, che ha ottenuto successo su YouTube, ha pubblicato una versione per il download gratuito per i loro 70.000 abbonati. Con la collaborazione di Ryan Lerman alla chitarra acustica, Jack Conte alla batteria, pianoforte, tastiera elettronica, un pianoforte giocattolo, xilofono e fisarmonica e con le armonie vocali di Nataly Dawn

## Versione di Emmylou Harris
Nel 1978 Emmylou Harris, Dolly Parton e Linda Ronstadt incisero una versione in previsione di un album del trio che non fu mai completato.

La canzone è stata pubblicata dalla Harris come singolo nel 1981, registrando nuovamente tutte e tre le parti vocali, in quanto le case discografiche di Parton e Ronstadt non vollero includere i loro artisti nel singolo. Emmylou Harris ha incluso la sua versione nell'album Evangeline.

### Classifiche
| Classifica(1981)              | Posizioni in classifica |
| ----------------------------- | ----------------------- |
| Billboard Hot Country Singles | 10                      |
| Billboard Hot 100             | 37                      |
| RPM Country Tracks            | 1                       |
| RPM Top Singles               | 42                      |

## Versione dei Blind Guardian
Nel 1996 la band power metal tedesca Blind Guardian ha pubblicato un singolo con una cover di "Mr. Sandman".

Il brano inizia con lo stesso spirito dell'originale, e diventa via via più aggressivo, con l'aggiunta di chitarre heavy metal nella seconda strofa e di una grancassa nella terza. Il gruppo ha tratto anche un videoclip dalla sua versione del brano.

### Tracce
| #   | Titolo                                          | Durata |
| --- | ----------------------------------------------- | ------ |
| 01. | Mr. Sandman                                     | 2:12   |
| 02. | Bright Eyes (Edited version)                    | 4:04   |
| 03. | Hallelujah                                      | 3:18   |
| 04. | Imaginations from the Other Side (Demo Version) | 7:14   |
| 05. | The Script for My Requiem (Demo Version)        | 7:01   |

### Formazione
- Hansi Kürsch - voce principale, basso
- André Olbrich - chitarrista solista
- Marcus Siepen - chitarrista ritmico
- Thomas Stauch – batteria